# 威廉時代
威廉時代（德語：Wilhelminische Zeit 或 Wilhelminische Epoche），又稱威廉主義（德語：Wilhelminismus），是指1890年—1918年的德國歷史時期，這段時期德意志帝国由皇帝威廉二世統治。該時期始於首相奧托·馮·俾斯麥去职，終於第一次世界大戰結束以及威廉在十一月革命期間的退位。這段時期對德國的社會、政治、文化、藝術和建築產生了顯著的影響，與西歐的美好年代大致吻合。